# Ghiyath al-Din Terkhan
Ghiyath al-Din Terkhan (segle XIV) fou un amir de Tamerlà.
El 1389 durant la campanya a Mogolistan, Tamerlà va ordenar a Yadghiar Barles, Sulayman Xah, Shams al-Din Abas i Ghiyath al-Din Terkhan, d'anar a Mogolistan a seguir combatent als jats. Així ho van fer. Van passar per Ur Daban (turó d'Ur), van travessar el riu Abyle, arribant a Sutgheul i a Txitxeklik. Es van fer saquejos que van enriquir la tropa i després van passar a Balaykan. Van anar trobar grups dispersos d'enemics que eren massacrats o fets presoners; buscaven sobretot a les tribus bulgagi i saludgi. Finalment a Molzudu van trobar a Khidr Khoja, el kan de Mogolistan, amb un fort contingent; durant 48 hores es va lliurar combat sense avantatge per cap de les dues parts i finalment es va acordar un tractat de pau entre els dos caps principals de condicions desconegudes, després del qual els timúrides van marxar cap a Yulduz (la regió del riu Yulduz). Tamerlà va anar a Yulduz on es va trobar amb Yadghiar Barles, Sulayman Shah, Shams al-Din Abas i Ghiyath al-Din Terkhan que portaven el tractat de pau; en recompensa per haver mantingut el lloc a la batalla van poder baixar el tapis reial del tron.
El 1392 a Samarcanda, Pir Muhammad ibn Úmar Xaikh i el seu germà Rustem ibn Úmar Shaikh van contreure matrimoni en una gran festa, casant-se amb dues germanes filles de Ghiyath al-Din Terkhan
El 1395, després de perseguir a Toktamish cap a Bulgària del Volga, Tamerlà el va enviar a Samarcanda junt amb Shams al-Din Abas, amb 3000 homes; els dos amirs van passar per Derbent, Ardebil i Tabriz i allí van saber que Kara Yusuf havia reunit un fort contingent de turcmans prop d'Alatagh a pocs quilòmetres a l'oest de Naxçıvan i van participar en alguns combats contra els kara koyunlu.
El 1397 es va arranjar la pau amb Mogolistan, amb el príncep Shamagean, fill de Khidr Khoja Khan, que havia anat a Samarcanda; Tamerlà li va encarregar obtenir la ma de la filla de Khidr Khan, que segellaria l'aliança entre ambdós estats. Ghiyath al-Din Terkhan va acompanyar a Shamagean de retorn, amb els regals per la núvia i el pare de la núvia.